# Agustín de Carlos Elduayen
Agustín de Carlos Elduayen   (Sant Sebastià, 4 d'agost de 1964) és un exfutbolista basc. Jugava de porter i sempre ho va fer en la Lliga espanyola.

## Biografia
Es va iniciar en la Reial Societat i fou el primer que va substituir el mític Luis Miguel Arconada. A causa de la prometedora carrera que se li preveia va ser fitxat per l'Atlètic de Madrid on no va acabar de triomfar, i va haver d'emigrar al Real Burgos.
Va viure els seus millors anys amb el Reial Burgos CF, ajudant el conjunt de Castella i Lleó a tres temporades consecutives a la primera divisió. En 1991–92, quan van acabar en la millor novena posició de la història, va jugar en els 38 partits (3.338 minuts) i només va concedir 43 gols, guanyant el premi Don Balón al millor jugador espanyol en el procés.
Després del descens del Real Burgos a Segona l'any 19923 va ser traspassat al Deportivo de La Coruña on a causa de l'alta competitivitat entre els porters no va tenir massa continuïtat. Va finalitzar la seva carrera esportiva en el Reial Valladolid on tot just va jugar.